# LAWSON Wi-Fi
LAWSON Wi-Fi（ローソン ワイファイ）は、かつてローソンが運営していた公衆無線LANサービスである。

## 概要
KDDIの通信インフラを使用し、ローソンの店舗に無線LANの設備を設置し、スマートフォンを対象にインターネット接続サービスを提供するもので、当初は2012年3月末に先行して導入した約6,000店舗でサービスを開始し、2012年4月末までに一部の店舗を除く全国約9,000店舗でサービス提供を行う予定となっていたが、準備に時間を要したため、開始が延期され、同年4月6日より開始された。
LAWSON Wi-Fiを利用するためには、メールアドレスの入力をする必要がある。
なお上述のようにKDDIの通信インフラを使用しているため、本サービスに先行する形で2012年3月1日よりKDDIグループの公衆無線LANサービス「au Wi-Fi SPOT」「Wi2 300」のアクセスポイントが開設されている。また、同年8月末までにNTTドコモの「docomo Wi-Fi」（2022年2月8日をもってサービス終了、2020年3月18日以降は同一SSIDでサービスを提供する「d Wi-Fi」が利用可能）、ソフトバンクモバイルの「ソフトバンクWi-Fiスポット」のアクセスポイントも設置された。これらのサービスの加入者もローソンの店舗に設置されたアクセスポイントを利用することが可能となる。

## セキュリティに関する問題
無線LANの暗号化がかかっていない
無線LANの暗号化がかかっていないため、利用者側で重要なデータはSSLで送信したりVPNを利用するなどの自衛策が必要である。
利用記録に関する問題
当該アプリを使用した際、自動的にアクセス日時やIPアドレス、PontaIDなどに加えて、IMEIやIMSI、Android ID、SIMシリアル番号なども送信するような仕組みになっていることが判明している。IMEIとIMSIに関しては、利用規約上に送信する旨が記載されているが、これらの情報の送信はプライバシー問題に関わるとされている。
利用規約上の記述の問題
利用規約上には、IMEIなどの利用記録の送信が行われる旨が記載されているほか、禁止事項の中にはIDだけではなく、電話番号や誕生月日を他人から入手する、またはそれを他人に教えるという行為を禁じている記述があり、一般常識的に考えて無理のある規約条項となっている。カスタマーセンターによればPontaの退会の際には本人以外でもPonta会員ID・氏名・生年月日・電話番号・住所のうち4点が確認できれば退会可能であると確認した例があり、その一方でこの規約に照らし合わせれば、カスタマーセンターを含めてこうした情報を伝えることが不可能であるため、退会が事実上できないのではないか、という指摘もされている。
これらの問題に対し、高木浩光は自身のブログの中で、「IDと電話番号や誕生日の組み合わせでログインできる物は不正アクセス行為の禁止等に関する法律（不正アクセス禁止法）ではアクセス制御機能に該当せず、アクセス管理者による防御措置を講じるよう努力する必要がある」と指摘、ローソンだけでなく設備を提供しているワイヤ・アンド・ワイヤレスやKDDIに対してもプライバシーポリシーに不備があると指摘している。
こうした指摘を受けて、ローソンでは2012年4月10日にログイン方式と規約内容を変更すると発表、ログイン方式については任意の番号によるパスワードを使用する方式に変更できるようにし、レシートに記載されるPonta会員IDの一部をマスキングする措置を講じるほか、利用規約上の禁止事項や利用記録の保存に関する記述の変更を行うとしている。